# Blitopertha massageta
Blitopertha massageta är en skalbaggsart som beskrevs av Kirsch 1880. Blitopertha massageta ingår i släktet Blitopertha och familjen Rutelidae. Utöver nominatformen finns också underarten B. m. sarta.